# Clemens de Lassaulx

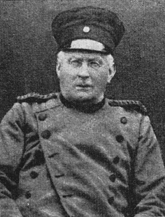
Clemens de Lassaulx

Clemens Karl Christian Peter Ernst de Lassaulx (* 11. Dezember 1809 in Diez; † 5. Januar 1906 in Adenau) war ein deutscher Forstbeamter in der Rheinprovinz, einer Provinz des Königreichs Preußen. Er ist bekannt als „Vater des Eifelwaldes“.

## Leben
Clemens de Lassaulx entstammt einer Familie, die ursprünglich aus Lothringen kam. Er besuchte Volksschule und Gymnasium bis zur mittleren Reife. Er wollte gemäß der Familientradition wie sein Vater Adam de Lassaulx Förster werden, konnte aber zunächst keine Stelle bekommen, da zur damaligen Zeit im preußischen Staat bei der Besetzung von freiwerdenden Stellen Soldaten gegenüber Zivilisten bevorzugt wurden.
Also arbeitete er von 1828 bis 1842 in verschiedenen Berufsfeldern, unter anderem als Feldmesser, Rentmeister und Posthalter.
1836 heiratete er Christina Wirz (gestorben 1895).
1842 qualifizierte er sich als Oberförster und erhielt 1844 die Kreisförsterstelle in Adenau.
Nach 42 Jahren Dienstzeit ging er mit 76 Jahren in Pension. Nach 20 Jahren im Ruhestand verschied Kreisförster Clemens de Lassaulx 1906 in Adenau. Er liegt auf dem Adenauer Kirchhof begraben.

## Besondere Verdienste
Clemens de Lassaulx setzte sich für eine nachhaltige Forstwirtschaft ein, die über die kurzfristige Nutzung des Waldes als Bau-, Möbel- und Brennholz weit hinausging.
Aus Armut war in den Gemeinden, wo der Wald kaum das nötige Brennholz lieferte, viel Holz gestohlen worden. Dann ließ man den spärlichen Bewuchs auch noch zusätzlich von Schafherden abgrasen, was zu Verödung und Verkarstung großer Flächen – besonders in kalten und zugigen Höhenlagen – geführt hatte.
In seiner 42-jährigen Dienstzeit als Kreisförster in Adenau (1844–1886) hat de Lassaulx mehr als 3000 Hektar Ödland aufforsten lassen. Durch das Anlegen von Wäldern wurde der Boden vor Austrocknung und Abschwemmung geschützt, das Klima und der Wasserhaushalt verbessert und so auf lange Sicht auch die Voraussetzungen für erfolgreiche Landnutzung selbst unter den ungünstigen klimatischen Bedingungen der Eifel geschaffen. Sein Engagement zur großflächigen Aufforstung hat ihm den Beinamen „Vater des Eifelwaldes“ eingebracht.

## Ehrungen
1861 erhielt Clemens de Lassaulx den Roten Adlerorden IV. Klasse,
1885 den Kronenorden III. Kl.
Ebenso wurde ihm für seine Verdienste die Große Silberne Staatsmedaille verliehen.
Zu Ehren von Kreisförster Clemens de Lassaulx sind außerdem ein Rundwanderweg und eine Grillhütte in den Wäldern um Adenau nach ihm benannt worden.